# Hohes Tenneck
De Hohes Tenneck is een berg in de deelstaat Salzburg, Oostenrijk. De berg heeft een hoogte van 2435 meter. 
De Hohes Tenneck is onderdeel van het bergmassief Hochkönig, dat weer deel uitmaakt van de Berchtesgadener Alpen.